# Simon Erici
Simon Erici, död januari 1699 i Näsby socken, han var en svensk kyrkoherde i Näsby församling. 

## Biografi
Simon Erici prästvigdes 23 december 1653 och blev 1655 komminister i Stora Åby församling. Han blev 1667 komminister i Ödeshögs församling och 1670 kyrkoherde i Näsby församling. Erici avled i januari 1699 i Näsby socken.

### Familj
Erici var gift med Maria Olofsdotter. Förhållandet ledde till otaliga gräl och rättegångar.